# Вечорниці

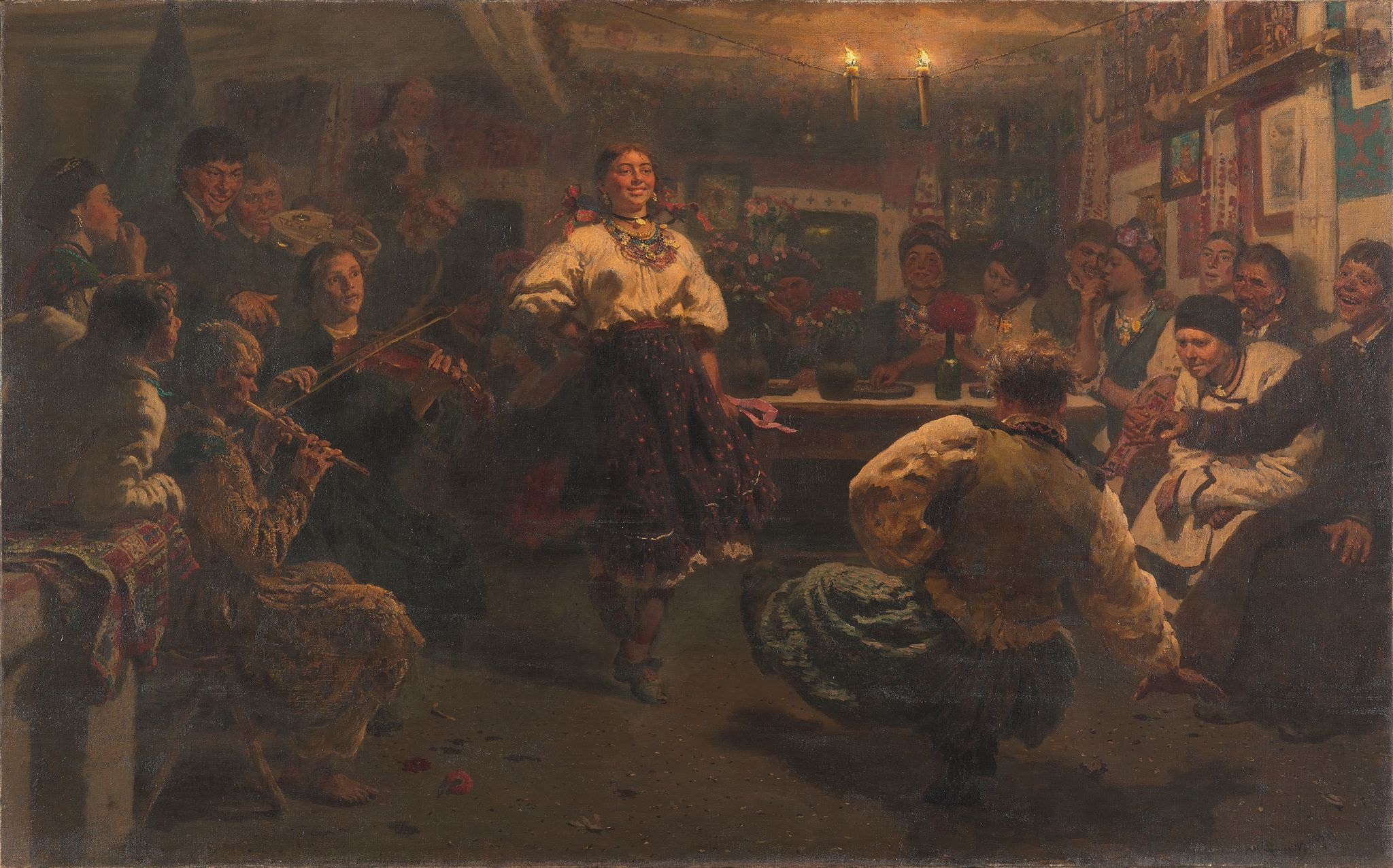
«Вечорниці» Ілля Рєпін. 1881 р.

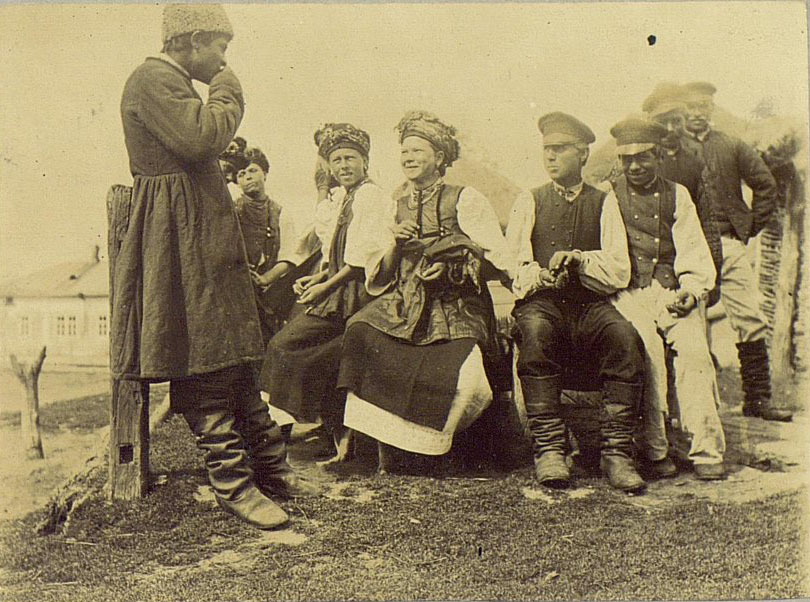
«Вулиця» — літній варіант вечорниць. Полтавщина. Світлина С. Дудіна, 1894 р.

Вечорни́ці, до́світки — одна з форм осінньо-зимових вечірніх розваг, що відбувались у хаті. На вечорницях оповідали казки, танцювали, поєднуючи дозвілля з роботою. Характерні для східних і південних слов'ян, у західних не були регулярними.

## Варіації назви
Вечорниці також називалися досвітками. Влітку молодь збиралися надворі й ці збори були відомі як вулиця. В інших слов'янських народів побутували такі назви: біл. вячоркі, вечарынкі; рос. беседа, вечорка, вечерница, гостиный, посида, посиделки, посидухи, засядки, посидки, супрядка, супрядки, супрялки, попрядухи, баня, ночлежки, досветки, дозорьки; болг. седенки, попрелки, посяда, вечерка, беленки, трошенки; серб. седелзки; мак. попретки; босн. sjèdanje, sjélo, pos’jélo, dérnek, teférić; словац. priadky, pdracky; чеськ. pratki, пол. prządki, skubaczki, drzeć pierze, obieraczki.

## Проведення
Здавна зібрання молодих відбувалося на вечорницях. Вечорниці традиційно починалися на Покрову, коли роботи на городі закінчувались, ночі ставали довшими і з'являлось багато часу для роботи під дахом і тривали до початку Великого посту.
Для проведення вечорниць дівчата підшуковували простору хатину. Господиня цього дому — жінка (бабуся, вдова), яку всі прибулі величали «вечернична», «досвітчана мати», «паніматка». Саме вона стежила за дотриманням усіх звичаїв та традицій під час вечорниць. Причому, якщо молодь сиділа до опівночі, то це вечорниці, якщо до третіх півнів — досвітки (від слова до́світок — «час доби перед сходом сонця, світанком»).
За приміщення молодь розплачувалася хлібом, тканиною або ж іншими продуктами.
Вечорниці відвідували молоді люди, які були неодруженими. Брати і сестри намагалися перебувати в різних оселях.
Вечорниці були:
- буденні;
- святкові.

Основою буденних вечорниць була робота дівчат за вишиванням, прядінням, шиттям, оскільки саме від їхньої працьовитості залежало і їхнє придане. Та й вранці необхідно показати матері свою роботу. Хлопці на вечорницях також могли працювати: плели шлеї або рукавиці, лагодили упряж, але найчастіше просто сиділи та залицялися до дівчат, розважали їх дотепними розповідями, жартами, музикою.
На святкових вечорницях молодь танцювала, співала, тобто розважалася. Святкові вечорниці пов'язувалися з певною подією або ж святом.
В свою чергу святкові вечорниці поділялися на:
- недільні (по неділях);
- весільні;
- прощальні;
- празникові (на великі свята).

Хлопці ж розповідали різноманітні історії, казки, співали пісні, танцювали, залицялися.
Традиційно дівчата трималися своєї громади і до інших осередків на вечорниці не ходили, а от хлопці, в пошуках кращих наречених, часто відвідували вечорниці в інших селах (та треба було мати домовленість з місцевими парубками: бо ті могли й дати прочухана за своїх дівчат, а ще дівочі громади могли не пустити чужинців на свої вечорниці.
У великих селах могло бути кілька осередків вечорниць. Часто на одному кутку могли відбуватися, по окремих хатах, вечорниці дорослої молоді (17–18 років) та менших (до 16 років). В одній хаті, залежно від розмірів, могло збиратися 5–15 дівчат та десь зо 20 хлопців.
Вечорниці в довгі осінні та зимові ночі були найкращим місцем для слухання всяких тих страшних історій в дусі гоголівського «Вія», чи «Мертвецького великодня» Григорія Квітки-Основ'яненка. Улюблений час «нечистої сили» — з півночі до третіх півнів. Знаходилися сміливці, що зголошуватися сходити опівночі на страшне чи то закляте місце, билися об заклад (сперечалися). Інші, бувало, чинили перешкоди, страхали сміливців.
У другому акті п'єси Тараса Шевченка — «Назар Стодоля» зображені вечорниці. Серед інших епізодів зустрічаємо тут і «ходіння опівночі по пустках». Ключниця сотника Хоми Кичатого, козир дівка Стеха, похваляється сходити в стару корчму за селом, яку «і днем люди хрестячись обходять, а вночі ніхто не посміє». Складається умова за всіма правилами: Стеха, коли не дотримає слова, ставить «піввідра слив'янки, три куска сала і паляницю», друга сторона — «музикантів на всю», тобто на весь вечір. Щоб повірили, Стеха мусить принести цеглинку, або кахлю з груби, або що хоче, тільки з корчми.

## Приклади ворожінь
Ворожіння на віску
Існує багато способів ворожіння на воску, ось один з них: «Топлять віск у черепку, ложці. Розтоплений віск виливають у воду. Якщо, охолонувши, він нагадуватиме весільний вінець, то дівчина скоро вийде заміж».

Ворожіння на персні, мирті, ляльці й квітці
Брали перстень, галузку мирту, ляльку й квітку паперову (квіти з різнокольорового паперу самі дівчата виготовляли осінньо-зимовими довгими вечорами, якими ікони та портрети в кімнатах прикрашали), — і кожну річ під окрему тарілочку клали.
Найперше старшій дівчині долю вгадували. Всі за неї переживали, бо хотіли знати чи вийде скоро заміж, чи ще буде цей рік дівувати.
Та дівчина, якій вгадували долю, не мала бачити, як дівчата будуть під тарілки фанти підкладати. І як тільки їх розклали, то запрошували дівчину тарілку вибирати — свою долю вгадати. Кожна дівчина лише одну тарілку вибирала. Хвилювалась, бо вірила: якщо вибере на свято Андрія, це її й чекає.
Результати ворожіння:
- якщо під тарілкою буде перстень, то вірили, що вже скоро заміж вийде;
- квіточка — то ще дівуватиме;
- мірта — то незабаром її розлука з милим чекає;
- коли витягне ляльку, то зраду від коханої людини матиме.

Ворожіння на киданні чобота
Дівчина свій чобіт скидала та й із заплющеними очима його від себе кидала, зазвичай через поріг хати або через паркан. Коли кидала, то стояти на одному місці мала. А інші дівчата дивилися, в який бік чобіт носком упав, в тій стороні й живе її наречений.
Ворожіння на кілках паркану
Вибігали дівчата на подвір'я і навмання біля частини плоту чи паркану ставали, кілки рахували та так промовляли: «Молодець, старець». Останній кілок обов'язково оглядали. Якщо кілок тоненький і рівненький, то тій дівчині випаде хлопець молоденький; а коли кривий і товстий, то хлопець буде такий; а якщо кілок з товстою корою, то суджений буде багатий, грошовитий та з бородою. Це найвеселіша ворожба. Дівчата одна з одної кепкували, жартували… Вірили — не вірили, а все ж трішки хвилювалися, бо вийти заміж за молодого хлопця всі бажали.
Ворожіння на переставлянні чобота (чобіт)
Брали чобіт у дівчини, від стіни до порога переставляли і так промовляли: молодець, удовець, буду дівувати, — і на якому слові чобіт вийде за поріг, таку долю дівчина й матиме.
Схоже ворожіння проводили гуртом: від стінки п'ятеро дівчат одна перед одною наперед ставали і хто перед порогом стане, та перша вийде заміж, а дівчина за нею — другою буде справляти весілля; наступна — третьою, і т. д.
Ворожіння на ім'я судженого
На аркушах паперу ім'я хлопців писали, потім перемішували їх, у шапку клали і собі «хлопця вибирали». Яке ім'я кому випадало — то так і буде зватися її наречений
Ворожіння на гавкоті собак
Виходили дівчата одна за одною на подвір'я і примовляли:
О Святий, добрий Андрію,
Я лишень на тебе маю надію!
Дуже хочу знати,
Звідки нареченого маю виглядати?
Так тричі промовляла і з надією на гавкіт собаки чекала. З якої сторони почує гавкіт собаки, то з цієї сторони й буде її наречений.
Ворожіння на дровах
Дівчат за дровами посилали, а вони по в'язанці брали і потім їх рахували. Якщо була парна кількість, то бути весіллю.
Ворожіння на дзеркалі
А ще розповідали, що на дзеркалі долю свою впізнавали. Твердили, що дзеркало долю віщує, але не кожна дівчина ворожитиме, бо треба бути відважною, не боятися. Але чого не зробиш, якщо хочеш про свою долю дізнатися.
У тій ворожбі дівчина має бути тільки сама, щоб нікого не було в кімнаті. Треба сісти перед дзеркалом, а з обох боків свічки засвітити й такі слова говорити:
Я тебе, дзеркало, питаю,
З ким я свою долю злучити маю?
З'єднати з Іванком прошу,
Бо його в серденьку ношу.
Тричі треба так казати. Тоді відвернутися від дзеркала та із заплющеними очима знову промовляти: Святий Андрію, допоможи, Судженого мого покажи!
Ворожу на свій вінок, Прошу захисту від зірок!
Дай, Боже, шлюбу дочекати, Мене з Іванком звінчати!
Відтак зразу різко повернутися і на дзеркало подивитися, але не жахнутися. Адже в дзеркалі може не бути обличчя Івана, а незнайомого пана. Коли за перший раз не вийде, то постарайтеся повторити тричі, але зауважу, якщо не вийде нічого, то наступного року повторіть, — бо це означає, що ваша доля ще десь блукає.
Але не журіться, коли доля ще десь блукає, вона обов'язково вас розшукає і люблячі два серденька з'єднає.
Ворожіння на мисці з водою й дощечці
Коли вже дівчата лягали спати, то так робили, щоб мати змогу в сні свого судженого оглядати: під ліжко ставили миску з водою, а зверху треба дощечку положити, (ніби кладка через річку) і так просити:
О, дай же, Боже, молодій мені,
Щоб приснився мій суджений в сні.
І Тебе, Святий Андрію,
Я прошу, як умію:
Святий Андрію, допоможи,
Мене сьогодні не залиши!
Ой ти, місточок, та не хилися,
А ти, Іванку, мені приснися.
Перейди річку — биструю воду,
Й веди до шлюбу мене, молоду.
Перед тим, ніж заснути, треба декілька разів так промовляти.
Ворожіння на професію судженого
Щоб знати, яку професію буде суджений мати, то треба дівчині піти на город і землю розкопати, в пригорщі набрати, до світлиці принести та її гарно розглядати. Якщо знайдете тріску, то майбутній чоловік буде теслею; якщо залізо чи цвях — буде ковалем, якщо скло — склярем. А якщо земля без домішок, то буде хліборобом. Ниточку чи стебло віднайдете, то суджений буде добрим сім'янином; коли пір'я, то буде вчений чоловік; якщо камінчик, то впевнено йтиме до мети; а коли знайдете вуглинку, то буде нещасливий шлюб.
Ворожіння на насінні коноплі
Дівчина насіння коноплі набирає, виходить на подвір'я і так промовляє-співає:
О Святий Андрію,
Конопельку сію…
Добре заволочу,
Бо заміж вийти хочу…
А як усе розсіє, то зразу насіннячко збирає, яке розсівала, в світлицю приносила і рахувала. Якщо буде парна кількість зернин, то скоро буде ця дівчина у парі жити. Віднайде її доля — цей єдиний, один!
Ворожіння на першому зустрічному
На вулицю дівчата вибігають і першого зустрічного зупиняють, у нього ім'я питають. Вірять, що таке ім'я буде у майбутнього чоловіка.
Ворожіння на гілочках
І досі дівчата на Андрія на підвіконні ставлять у воду гілочку вишні чи яблуні, або гілочку бузкову чи черемхову. Коли розквітне до Різдва, то буде ця дівчина щаслива. Кладуть гілочку у воду і приказують:
Святий Андрію,
Маю на Тебе надію:
Дай, щоб вишня зацвіла,
Та мою долю на поріг привела.
Ворожіння на поліні
Дівчата дуже прагнули знати: багатого чи бідного чоловіка будуть мати. Для того брали навмання поліно і його розглядали. Якщо поліно сукувате, то чоловік багатий буде, а якщо — гладеньке, то бідний посватає.
Ворожіння на коржиках
Дівчата випікали коржики-балабушки, кожна дівчина свій коржик якось позначала, щоб між іншими свій впізнала. Їх на стільчик клали, а в кімнату собаку впускали. Чий коржик собака з'їсть, ця дівчина, швидше за подруг, вийде заміж.
Підслуховування у хатніх вікон
Один із способів гадання чи вийде дівчина заміж: увечері вона йде підслуховувати під сусідські вікна. Як почує, що хтось комусь у хаті скаже: «Іди!» — то вийде, а коли почує слова, зміст яких зводиться до «сиди на місці!», — то не вийде. Проводилось на день святого Андрія або перший день Різдва.

Дуже багато різних ворожінь в Україні побутувало, що ніхто не перелічить, не порахує. Свято Андрія пов'язане з дуже багатьма обрядами та ритуалами, ми тільки маленьку часточку знаємо.

## Андріївські вечорниці
Андріївське дівоче ворожіння — давні язичницькі вірування й обряди, якими подекуди забавляється й наше покоління.
Андріївські вечорниці були особливими, вони відбувалися ввечері з 29 на 30 листопада, приурочені до свята Апостола Андрія Первозваного. Хлопці з дівчатами встигали порозважатися і їм збитки зробити для годиться. У цей вечір, щоб хлопці не зробили, то їм все прощали, бо така традиція існує, що на Андрія кожен хлопець «пустує».
Чого тільки хлопці не вигадують, щоб тільки дівчатам збитки зробити: біля хати ниткою снують вулицю, якою з вечорниць дівчата додому повертаються; ставлять опудала (середину гарбуза вичищають, «очі» й «рот» прорізують і в гарбуз свічку засвічену вставляють). Ворота знімають, але неподалік залишають, щоб батьки швидко вранці знайшли, бо дівчата пізно додому повертаються і пізно прокидаються. Хлопці шибки у вікнах малювали або папером вікна затуляли, — і це було найсмішніше. В хаті темно, всі сплять, бо думають, що ще ніч.
Андріївські вечорниці — це веселе і колоритне дійство, жарти і сміх, який охоплює не тільки молодь, а й усіх.
Збитки — жарти, пустощі, здебільшого хлопців, які дозволялись тільки в Андріївську ніч.

## Особливості вечорниць інших народів
На російських землях вечорниці (вечеринки, посиделки) влаштовувалися, зокрема, на Кузьмин день осінній (1 листопада). Хату винаймали на 1-3 дні; дівчата ходили по домах, збирали харчі до вечері, а також спільно варили пиво. Якщо була присутня дівчина-наречена — вона правила за господарку. Цю складчину (ссыпчины) дівчата влаштовували для себе, але під вечір запрошували парубків і музику, починалися веселощі — ігри, пісні, танці, залицання, «женихання». Зазвичай розігрувалися так звані «поцілуйні ігри». Зборище могло тривати до ранку. Коли закінчувалося пригощання, парубки могли вирушити «на промисел» — красти сусідських курей. Такі крадіжки. за тодішньою традицією, односельчанами не засуджувалися.

## Заборона вечорниць
У XVIII столітті церква ввела заборону на проведенням вечорниць.
В указі Київської духовної консисторії від 30 січня 1719 року йшлося:
 «…По указу его священнейшего царского величества дабы везде по городах, местечках и селах малороссийских перестали… Богу и человеком ненавистные гуляния, прозываемыя вечорницы, на которые многие люде молодые и неповстягливые от родителей своих — мужеска и женска полу, дети по ночам купами собираючися, неисповедимия безчиния и мерзкие беззакония творять, справучи себе игры, танцы и всякие пиятики скверная в воздух оскверняючая песней восклицания и козлогласования, откуду походят галаси, зачепки до сваров и заводов, почему найборзей последуют и забойства, а наипаче под час таких нечестивых зборов разные делаются ексцесса, яко то блудние грехи, девства растления, беззаконное детей прижитие… частие стаются детогубства.»
Церковна влада наказала духівництву вжити найактивніші заходи щодо викоренення вечорниць, оскільки ці «нечестиві беззаконня» призводять до «праведного гніву Божого», тобто неврожаїв хлібу, бездощової посухи, падежу худоби, тяжких хвороб людей, морової згубної пошесті.
Олексій Маркевич, із здивуванням коментуючи церковні заходи, зазначав: «Вечорниці — найцнотливіші зібрання, що заміняли для сільської молоді все, що вигадано для осіб інших класів під назвою різного роду зібрань, балів і вечорів… Навіть, залишаючись ночувати удвох, малоросійський парубок і дівчина не порушували меж невинного і дозволеного», а « „блудні гріхи“… відбуваються тут, як і в інших класах, незалежно і поза зібрань».